# Muhammad Nashnoush
Muhammad Nashnoush (ur. 15 czerwca 1988 w Trypolisie) – piłkarz libijski grający na pozycji bramkarza. Od 2011 roku jest zawodnikiem klubu Al-Ittihad Trypolis.

## Kariera klubowa
W swojej karierze piłkarskiej Nashnoush grał w klubie Al-Shat Trypolis. W 2011 roku przeszedł z niego do Al-Ittihad Trypolis.

## Kariera reprezentacyjna
W reprezentacji Libii Nashnoush zadebiutował w 2011 roku. W 2012 roku został powołany do kadry na Puchar Narodów Afryki 2012.